# Falsomordellistena loochooana
Falsomordellistena loochooana is een keversoort uit de familie spartelkevers (Mordellidae). De wetenschappelijke naam van de soort is voor het eerst geldig gepubliceerd in 1964 door Nomura.